# Храм Вазнесења Господњег на острву Самуи
Храм Вазнесења Господњег на острву Ко Самуи (тајски: โบสถ การ เสดจ ขน ส กรรม ท เกาะ เกาะ ก ก สว เกาะ ก เกาะ เกาะ สมย สมย ) један је од православних храмова Тајландске епархије Руске православне цркве на острву Ко Самуи на Тајланду. Административно храм припада тамбону Марет у провинцији Сура Таи у Краљевини Тајланд.
Потреба за оснивањем ове цркве јавила се као последица непрестаног раста не само број туриста, већ и број Руса који дуго живе на Тајланду. Зато је Руска православна црква не штедећи ни труд ни средства кренула са активностима да задовољи руску паству на Тајланду.

## Назив
Храм је назван по хришћанском празнику Спасовдану или Вазнесењу Господем (Христовом), који се слави у 40. дан након Васкрса.  По хришћанском веровању, васкресењем Господ је показао да је јачи од смрти и 40. дана од васкрсења његови су се ученици налазили за трпезом.

## Положај и статус
Храм Вазнесења Господњег се налази на острву Ко Самуи  (енг. Koh Samui, таји: เกาะสมย; или често једноставно Самуи) у Тајландском заливу, уз обалу Малајског полуострва, трећем по величини острву на Тајланду, са површином од 228,7 km², становништвом преко 228,7 km². 50.000 (према подацима из 2008. године).
Острво је богатоприродним ресурсима и изузетно је популарна туристичка локација због својих белих пешчаних плажа, коралних гребена и кокосових ораха.
Православна црква Вазнесења Господњег на острву Ко Самуи као  остале на Тајланду су под црквеном јурисдикцијом православног патријарха московског и целе Русије , као гаранта чистоте православне хришћанске вере.

## Историја
Православље на Тајланду  је хришћанска деноминација која је се јавила у овој земљи у 20. веку. Православље као веру прихватило је око 0,002% становништва земље (1 хиљада људи 2010. године), не рачунајући православне вернике који долазе у земљу на одмор или службено у њој бораве. Православља у Тајланду пропагира Епархија тајландска, која је под јурисдикцијом Московске патријаршије и која организационо обједињује већину православних хришћана у овој држави.

### Први контакти са православљем
Године 1863. године дошло је до првих контаката између Руса и Сијамаца - морнари два руска брода посетили су главни град Сијама, Бангкок. У наредним деценијама сијамско тло посећивали су морнари, путници и дипломате из Русије, представници краљевске куће Романових и вође будистичке сангхе источног Сибира.
О прелазу из 19. у 20. век, може се говорити као о периоду у коме је дошло до контактима двеју земаља у области проучавању међусобних културних феномена.
Тадашња Русија је била једна од најјачих сила на свету, а православље је била државна религија у земљи, али Руска православна црква никада себи није дозволила бесцеремонијално, насилно мешање у политички, културни и верски живот Тајланда (Сијама). То је због чињенице да је Русија првобитно формирана као евроазијска мултинационална држава, била програмирана самом стварношћу да признаје и поштује друге културне и верске традиције.
Посебну улогу у развоју руско-сијамских односа одиграла је посета Сијаму наследника - цесаревича Николаја Александровича, будућег цара Николаја II који је у периоду од 1890.до 1891. путовао по земљама Истока. и 19-24. марта 1891. на позив краља Чулалонгкорна (Рама В), посетио Бангкок. Следио је и њихов нови сусрет у Санкт Петербургу 1897. године.
Истовремено, у Санкт Петербургу је постигнут договор о успостављању дипломатских односа између две земље. Током посете, неколико десетина Сијамаца упознало се са историјским и културним знаменитостима Санкт Петербурга и Москве, први пут сазнало о Православљу. Сам краљ Чулалонгкорн, принц-наследник Вачиравуд, други принчеви, министри, чланови краљеве пратње, између осталог, посетили су Саборну цркву Христа Спаситеља, храмове Московског Кремља, гробницу породице Романов у Новоспаски манастир.
У првој половини 20. века, током  „хладног рата“ између две светске суперсиле – СССР-а и САД, Тајланд је дефинитивно био на страни ове друге силе. Рефлексно, после пада комунистичког режима и распада СССР-а, деценијама пропагиран опрез многих земаља пренео се и на нову Русију. Требало је много времена и труда да Тајланђани схвате суштину онога што се догодило у Русији и нову реалност.
Каако православље никада раније није било заступљено на Тајланду (Сијаму)  стога је стварање нове православне заједнице  и појава страног духовника наишла на различите реакције. Власти су прво одбиле државно признање Руске православне цркве на Тајланду као нове верске конфесије.
Након што је новоформирана парохија Светог Николе Руске православне цркве (МП) у Бангкоку поставила малу цркву у помоћној просторији и почела да обавља статутарне службе, поред верника који говоре руски, храм су почели активно да посећују и православни Румуни, који такође нису били задовољни служењем богослужења у католичкој цркви . Од посебног значаја је био долазак у цркву Светог Николе господина Константина Сурескуа, који је у то време био отправник послова Румуније на Тајланду, и његове супруге Корнелије Суреску, дубоко православних и црквених људи. За њима, остали верни Румуни су кренули у Никољданску парохију.
Постепено и тешком муком превазиђена је опрезност тајландских власти према Руској православној цркви, након добрих контакта између Представништва Руске православне цркве и Краљевског дома Тајланда. Касније, захваљујући већем разумевању са тајландским властима, а на основу права приватне својине, постало је могуће изградити прве православе цркве, на Тајланду.
Почетком 2008. године Тајландске власти, имајући у виду вишегодишњу делатност православне заједнице на Тајланду, препознале су је као корисну, у складу са интересима Краљевине, за јачање верских и моралних основа друштва.

### Оснивање парохије
Дана 28. марта 2009. године, игумен Олег (Черепанин) посетио је острво Ко Самуи, и  одржао састанак пастве, која је одлучила да на острву оснује православну парохију у част Вазнесења Господњег. Ова православна парохија која је требало да по редоследу буде четврта парохија основана на Тајланду, на овом скупу  изабрала је Парохијски савет и Ревизионе комисија.
Дана 13. августа 2009. године одржан је састанак Одбора Фондације Православне Цркве на Тајланду, посвећен развоју црквеног живота у парохији Вазнесења Господњег на острву Ко Самуи. Одлучено је да се после 20. августа 2009. године пошаље на острво Самуи свештеник Даниел (Данае) Ванна и заједно са локалним православним верницима изабере и купи најбоље земљиште за црквено имање, погодно за изградњу храма и куће за духовника. Истовремено на овом састанку је одлучено да се у локалним властима покрене процес добијања одговарајућег статуса за ово земљиште. Такође,  је одлучено да се по могућности острво Ко Самуи уврсти у програм обележавања 10. годишњице Православља на Тајланду.
Дана 22. септембра 2009. године, председник Одбора Фондације Православне Цркве на Тајланду, свештеник Даниел Ванна , посетио је парохију Вазнесења Господњег на острву Ко  Самуи, и  заједно са локалним православним верницима разматрао различите опције за земљиште које се нуди на продају на острву за изградњу православног храма.
На састанку је  одлучено да се купи земљиште од 540 м² у области Ламаи као црквено власништво. Свештеник Даниел (Данаи) Ванна је такође посетио канцеларију Земљишног одељења око. Самуи, где је укњижио нову земљишну својину, а такође је поднео потребна документа за регистрацију одговарајућег статуса за земљиште.
Свештеник Данаи (Даниел) Ванна је 30. априла 2010. године поново боравио у радној посети острву Ко  Самуи, и састао се са руководством кабинета градоначелника овог излетничког острва, а такође је посетио и земаљско одељење. Тога дана постигнут је договор о обиласку одговорних службеника управе земљишне парцеле намењене за изградњу храма, након чега је одлучено да се наставе консултације. Потреба за одобрењима настала је због чињенице да је скоро цела територија острва била национални резерват природе, у коме је градња високих зграда на острву била строго регулисана.
До краја 2010. одобрен је пројекат и израђени предрачуни за изградњу Вазнесењске цркве на Ко Самуију.

### Изградња храма
Дана 13. јануара 2011. године, Комитет Фондације Православне Цркве на Тајланду одлучио је да почне изградњу цркве Вазнесења на Ко  Самуију. Износ новца потребан  за пројекат и изградњу  који су парохијани одабрали, према процени стручњака, требало је да износи  14.000.000 тајландских бата , што је овај храм учинило најскупљим у поређењу са раније изграђеним православним црквама на Тајланду.
Дана 8. марта 2011. године, председнику Фондације Православне Цркве на Тајланду, свештенику Данаи Ваннану, уручена је Потврда о власништву над земљиштем у Одељењу за земљиште администрације Ко Самуија, у којој је евидентирано право цркве над парцелом за изградњу Вазнесенске цркве. Тиме је окончан поступак уписа својине на земљиште, који је трајао више од годину дана.
Дана 3. августа 2011. године, представник Руске православне цркве на Тајланду, архимандрит Олег (Черепанин), боравио је у радној посети Ко  Самуију, где се упознао са изградњом Вазнесенске цркве и разговарао о актуелним питањима са члановима парохије. савета и добротворима. Након овог разговора закључено је да је сврсисходно обратити се за помоћ око изградње храма не само православним верницима који стално живе на острву, већ и православним туристима који повремено одмарају на Ко Самуију.
У јануару 2012. године радници су започели завршну фазу подизања армирано-бетонског темеља на објекту храма, а  10. фебруара 2012. године, архиепископ јегорјевски Марко (Головков) и архимандрит Олег (Черепанин), начелник Управе за иностране установе Московске Патријаршије, извршили су обред полагања камена темеља за храм. У обреду је учествовао први тајландски православни свештеник Данијел Ванна.
Након што су почетком марта 2012. године завршени су сви цементно-бетонски радови (темељи, носеће конструкције, подови и кошуљице, степенице), а делимично изведене комуникације, Одбор Фондације Православне Цркве на Тајланду одлучио је да финансира 5. етапу радова на изградњи Вазнесењске цркве.
Дана 17. априла 2012. године, у једној од просторија недовршеног храма, где је уређена молитвена сала и постављене иконе, одслужено је Васкршње богослужење  у коме је учествовало око 20 људи.
Представник Руске православне цркве у Тајланду архимандрит Олег (Черепанин) је 24. априла 2012. године апеловао на паству да подржи изградњу Вазнесенске цркве на острву Ко  Самуи, у којме је, између осталог, навео:
Вољени, како показују прорачуни, буџетски дефицит за изградњу храма Вазнесења на Ко  Самуију, који ће бити изузетно тешко затворити без ваше помоћи, износи 6.000.000 бата (око 200.000 америчких долара). Ова средства, ако хоћемо да подигнемо храм, треба да прикупимо што пре да не бисмо зауставили градњу и да тиме не бисмо још више увећали његову цену.
На састанку о напретку радова на изградњи православних храмова који се граде на Тајланду, одржаном  27. септембра 2012. године,  констатовано је да је изградња Вазнесењске цркве завршена 85%. Том приликом одлучено је да се унесу измене у пројекат и повећа површина самог храма на горњем нивоу. Свештеник Данаи (Данило) Ванна обавестио је присутне о недостатку средстава за изградњу Вазнесенске цркве у износу од 4.000.000  бата (око 130 хиљада долара).
Дана 8. јануара 2013. године специјално упућен од стране Представништва Руске православне цркве на Ко Самуји   јереј Алексеј Голови да одржи прву Литургију у згради Вазнесенске цркве у изградњи.
Свештеник Алексеј Головин је 14. фебруара 2013. године освештао осам купола храма са поткуполним крстовима за цркву и звоник. Након освећења, приступило се подизању и учвршћивању купола.
Комисија за администрацију Ко Самуија је 14. марта 2013. године прихватила и издала потврду о регистрацији  зградр Вазнесењске цркве. Приликом регистрације, комисија је Храму Вазнесења доделила следећу поштанску адресу: 127/245 Moo 3, Tamboon Maret, Mooban Banthung, Amper Ko Samui, Chanvat Surat Thani, 84140, Kingdom of Thailand.
У храму је 5. јуна 2013. године постављен иконостас,  тако да је 8. јуна 2013. године архимандрит Олег (Черепанин) који је посетио Вазнесенску цркву, том приликом изјавио... да је храм спреман за почетак богослужења и потврдио да ће лично предводити прославу 13. маја,  2013. године.

### Храм након отварања
Дана 13. јуна 2013. године, на празник Вазнесења Господњег, извршено је мало освећење храма. Божанствену Литургију одслужио је архимандрит Олег (Черепанин). На прославу су стигли верници из Бангкока, Патаје и Пукета, а дошли су и локални Тајланђани да гледају православну службу.
Територија пастирске одговорности свештенства Вознесенског обухватала је три острва – Ко Самуи, Кох Панган и Тао.
У децембру 2013. године иконописци Јевгениј Випов и Олга Соловјова из радионице „Северни Атос“ завршили су тромесечно (бесплатно) осликавање зидова храма, са укупно пет фресака:
- Крштење Господње,
- Силазак у пакао,
- Беседа Апостола Томе ,
- Поклонство жртви и
- Исус Христос заједно са Пресветом Богородицом и Светим Николајем Чудотворцем.

Архиепископ јегорјевски Марко ( Головков ) служио је 8. фебруара 2014. године Литургију и молебан у Тројичком храму на Пукету и освештао нови звоник. Архиепископ јегорјевски Марко извршио је 9. фебруара 2014. чин великог освећења храма Вазнесења Господњег на острву Ко Самуи и Божанствену Литургију у новоосвећеном храму.
Свештеник Константин Пархоменко је 2015. забележио:
Сваке године скоро цела парохија се обнавља. Упркос томе, заједница живи као једна велика породица, сви парохијани се, поред служења, баве неком врстом делатности – прављење сајтова, подучавање, превођење. Матушка Марија (намесница по образовању) међу парохијанима стално „прорачунава“ људе са добрим гласовним способностима и позива их у црквени хор, затим води пробе. На Божић, Ускрс и друге велике празнике сви се окупљају на заједничкој трпези.
У Ко  Пангану основана је и православна парохијуа 2016. године,  у оквиру које је  1. септембра исте године, уприличено и отварање Недељне школе у име Светог Сергија Радоњешког.
Почетком 2018. године, други настојатељ храма, јереј Алексеј Головин, о раду цркве изнео је ова запажања:
Наша црква се налази на острву где живе Тајланђани, а Руси и други носиоци православне вере, углавном, овде лете само током туристичке посете u određeno годишње доба. Иако наши сународници живе на Ко  Самуију, има их врло мало. Има оних који овде долазе целе зиме да је проведу у топлој клими. Неки од њих дођу до храма, неки не. Али у сваком случају, трудимо се да се упознамо у нашој цркви, разменимо контакте и по могућности одржавамо односе. А ако се људи нечим вежу за острво, храм се памти, онда је велика вероватноћа да ће се поново вратити овде.

## Тренутни статус храма
Храм се налази у западном делу Ко  Самуија. Административно, црква се налази у округу Марет у једном од туристичких места званом Ламаи. Бела петокуполна црква са златним и плавим луком и куполама уздиже се у крошњама палми на јарко зеленом брду обраслом бујном вегетацијом  хармонично се уклапа у планински пејзаж острва.   Са терасе храма пружа се панорамски поглед на море и околину.
Богослужења у храму се обављају свакодневно у 9.00 и 17.00 часова.
У храму се налазе честице моштију:
- великог племенитог кнеза Александра Невског у кивоту,
- монаха Алексеја Божијег човека,
- икона са моштима Светог Јована Тобољског.

Сваке среде и петка испред ових светиња служе се нарочите молитве и акатисти .
У цркви је постављена крстионица за крштење одраслих, а предвиђене су и просторије за парохијске манифестације.
Библиотека храма има више од 300 наслова књига, у којој се налазе не само књиге са  хришћанском тематиком, већ и и књиге из историје Русије, класична књижевност и књиге за децу.